# Meridiano 65 este
El meridiano 65 este de Greenwich es una línea de longitud que se extiende desde el Polo Norte atravesando el Océano Ártico, Europa, Asia, el Océano Índico, el Océano Antártico y la Antártida hasta el Polo Sur.
El meridiano 65 este forma un gran círculo con el meridiano 115 oeste.

## De Polo a Polo
Comenzando en el Polo Norte y dirigiéndose hacia el Polo Sur, este meridiano atraviesa:
| Coordenadas                      | País, territorio o mar           | Notas                                                     |
| -------------------------------- | -------------------------------- | --------------------------------------------------------- |
| 90°0′N 65°0′E / 90.000, 65.000   | Océano Ártico                    |                                                           |
| 81°10′N 65°0′E / 81.167, 65.000  | Rusia                            | Isla Graham Bell, Tierra de Francisco José                |
| 80°47′N 65°0′E / 80.783, 65.000  | Mar de Barents                   |                                                           |
| 76°29′N 65°0′E / 76.483, 65.000  | Rusia Isla Séverny, Nueva Zembla |                                                           |
| 75°47′N 65°0′E / 75.783, 65.000  | Mar de Kara                      |                                                           |
| 69°15′N 65°0′E / 69.250, 65.000  | Rusia                            |                                                           |
| 54°24′N 65°0′E / 54.400, 65.000  | Kazajistán                       |                                                           |
| 43°45′N 65°0′E / 43.750, 65.000  | Uzbekistán                       |                                                           |
| 38°37′N 65°0′E / 38.617, 65.000  | Turkmenistán                     |                                                           |
| 37°13′N 65°0′E / 37.217, 65.000  | Afganistán                       |                                                           |
| 29°32′N 65°0′E / 29.533, 65.000  | Pakistán                         | Baluchistán                                               |
| 25°19′N 65°0′E / 25.317, 65.000  | Océano Índico                    |                                                           |
| 60°0′S 65°0′E / -60.000, 65.000  | Océano Antártico                 |                                                           |
| 67°39′S 65°0′E / -67.650, 65.000 | Antarctica                       | Territorio Antártico Australiano, reclamado por Australia |